# Orestíon
Orestíon (en grec Ὀρέσθειον) o Orestàsion (en grec Ὀρεσθάσιον) era una ciutat d'Arcàdia situada a la dreta de la via que anava de Megalòpolis a Pal·làntion i Tègea.
Segons la tradició va ser fundada per Oresteu, un fill de Licàon que va ser rei d'Arcàdia, però també estava relacionada amb Orestes, el fill d'Agamèmnon. Pausànias diu que formava part del territori de Mènal, però que després de la creació de Megalòpolis l'any 371 aC, va ser abandonada i els seus habitants van passar a formar part de la nova població. Tucídides diu que en el seu territori hi havia la ciutat de Ladocea.
Una tradició que recull Pausànias deia que quan els lacedemonis van envair Figàlia amb un gran exèrcit, van vèncer en una batalla els seus habitants i van posar setge a la ciutat. A punt de ser presa, els figaleus van escapar-se o van marxar mitjançant un pacte. L'època d'aquests fets va ser quan Milcíades el Jove era arcont d'Atenes, l'any 659 aC. Els que havien escapat van decidir anar a consultar l'oracle de Delfos a preguntar al déu què havien de fer per recuperar la ciutat. La Pítia els va dir que no podrien tornar si ho feien tots sols, però que si prenien amb ells cent homes escollits d'Orestíon aquests homes moririen a la batalla, però podrien entrar a la ciutat. Quan els d'Orestíon van conèixer l'oracle es van oferir tots voluntaris per ajudar els de Figàlia a recuperar la seva ciutat. Van marxar contra la guarnició lacedemònia i els cent van morir després d'una intensa lluita, i un cop expulsats els ocupants els figaleus van recuperar la ciutat. A l'àgora de Figàlia hi havia un sepulcre comú dels cent morts, als que cada any se'ls rendien honors i sacrificis. En temps de Pausànias quedaven encara a Orestíon unes restes d'un temple d'Artemisa.